# José Adelino Maltez
José Adelino Eufrásio de Campos Maltez (Coimbra, 18 de dezembro de 1951) é um professor universitário e investigador de ciência política português.

## Biografia
Licenciado em Direito, pela Faculdade de Direito da Universidade de Coimbra, em 1974, obteve o grau de doutor em Ciências Sociais, na especialidade de Ciência Política, pelo Instituto Superior de Ciências Sociais e Políticas da Universidade Técnica de Lisboa, em 1990.
Foi assistente da Faculdade de Direito da Universidade de Lisboa (1976-1985) e continuou a sua carreira docente no Instituto Superior de Ciências Sociais e Políticas da Universidade Técnica de Lisboa, onde é professor catedrático do grupo de ciências jurídico-políticas.
Exerceu também o cargo de professor convidado na Faculdade de Direito da Universidade de Lisboa, entre os anos lectivos de 1996-1997 e de 2004-2005.
Foi fundador e membro da primeira direcção da Associação Portuguesa de Ciência Política.
Leccionou, ainda como professor convidado, na Universidade de Estrasburgo, na Universidade de Brasília e na Universidade Nacional Timor Lorosa'e, tendo sido igualmente conferencista e consultor da Universidade Agostinho Neto, de Luanda, na Universidade da Beira Interior e na Universidade dos Açores.

## Funções maçónicas
Integra como membro a Maçonaria através da Loja Universalis.

## Algumas obras publicadas[6]

### Análise política
- Nas encruzilhadas do país político: uma perspectiva da direita democrática. Lisboa: Instituto Dom João de Castro, 1987.
- A estratégia do PCP na reforma agrária (1974-1976): relatório síntese. Lisboa: Associação para a Cooperação e Desenvolvimento Social, 1990.
- Bem comum dos portugueses. Lisboa: Vega, 1999, com Jorge Borges de Macedo e Mendo Castro Henriques.[7] ISBN 972-699-626-0

### Ciência Política
- Ensaio sobre o problema do Estado: Tomo I: A procura da república maior. Tomo II: Da razão de Estado ao Estado Razão. Lisboa: Academia Internacional da Cultura Portuguesa, 1991.[8]
- Sobre a ciência política. Lisboa: Instituto Superior de Ciências Sociais e Políticas, 1994[9]
- Metodologias da ciência política. Lisboa: Instituto Superior de Ciências Sociais e Políticas, 2007.

### Direito
- Princípios gerais de direito: uma perspectiva politológica. Lisboa: Instituto Superior de Ciências Sociais e Políticas, 1992.
- A influência da maçonaria no pensamento jurídico-político do Portugal contemporâneo. Lisboa: Grémio Lusitano, 2005.

### Filosofia política
- Sobre a estratégia cultural portuguesa. Lisboa: Academia Internacional da Cultura Portuguesa, 1991.
- Princípios de ciência política: introdução à teoria política. Lisboa: Instituto Superior de Ciências Sociais e Políticas, 1996.
- Princípios de ciência política: o problema do direito. Lisboa: Instituto Superior de Ciências Sociais e Políticas, 1998.
- Biografia do pensamento político. Lisboa: Instituto Superior de Ciências Sociais e Políticas, 2008. ISBN 978-972-8726-98-0
- Abecedário Simbiótico. Um digesto político contemporâneo, com exemplos sagrados e profanos, Lisboa, Campo da Comunicação, 2011. ISBN 978-972-8465-35-3.
- Breviário de um Repúblico. Entre o estadão e as teias neofeudais do microautoritarismo, Lisboa, Gradiva, 2013. ISBN: 978-989-616-514-7
- Abecedário de Teoria Política. Ideias e autores dos Séculos XIX e XX. I Volume de Pela Santa Liberdade, Lisboa, ISCSP, 2014. ISBN: 978-989-646-084-6
- Biografia do Pensamento Político. Obras e cronobibliografias. Séculos XIX e XX, II Volume de Pela Santa Liberdade, Lisboa, ISCSP, 2014. ISBN: 978-989-646-085-3
- Liberdade, Pátria, Honra. Pranchas Maçónicas e Traçados Profanos, Lisboa, Chiado Editora, 2017. ISBN: 978-989-51-9681-4

### História política
- O imperial-comunismo: ensaios sobre alguns meandros de um paraíso que não houve em dois grandes estados continentais. Lisboa: Academia Internacional da Cultura Portuguesa, 1993. ISBN 972-9095-14-0
- Tradição e revolução: uma biografia do Portugal político do século XIX ao XXI. Lisboa, Tribuna da História, 2004-2005, 2 vols. ISBN 972-8799-23-3 ISBN 972-8799-29-2
- Do Império por Cumprir II. Portugal e o seu d'além (1820-1925, Lisboa, ISCSP, 2016. ISBN: 978-989-646-113-3
- Do Império por Cumprir II. Portugal e o regresso ao d'aquém (1926-1976), Lisboa, ISCSP, 2016. ISBN: 978-989-646-114-0

### Relações internacionais
- Tudo pela Europa, nada contra a Nação. Lisboa: Instituto Superior de Ciências Sociais e Políticas, 1997.
- A comunidade mundial, o projecto lusíada e a crise do político. Lisboa: Instituto Superior de Ciências Sociais e Políticas, 2000.
- Curso de relações internacionais. São João do Estoril: Principia, 2002. ISBN 972-8500-82-3

### Poesia
- No Princípio Era o Mar. Lisboa: Minerva, 1980.
- Pátria Prometida. Lisboa: Minerva, 1983.
- Na Raiz do Mais Além. Amadora: ACMA, 1992.
- Sphera, Spera, Sperança. São João do Estoril: Sopa de Letras 2002. ISBN 972-8708-06-8
- Sobre o Tempo que Passa. Lisboa: Chiado, 2011.